# Цёллер, Гюнтер (фигурист)
Гюнтер Цёллер (нем. Günter Zöller; род. 21 мая 1948, Хемниц, Германия) — фигурист из Германии, бронзовый призёр чемпионата мира 1970 года, бронзовый призёр чемпионата Европы 1970 года, пятикратный чемпион  ГДР (1965, 1967—1970 годов) в мужском одиночном катании.

## Биография
Гюнтер Цёллер начал занятия фигурным катанием в раннем возрасте под руководством знаменитого тренера Ютты Мюллер. Выступал за клуб Карл-Маркс-Штадта. На соревнованиях представлял Германскую Демократическую Республику. В 1967 выиграл чемпионат ГДР, опередив Райнхарда Мирмзекера, ставшего впоследствии президентом Германской федерации фигурного катания. В 1970 году выиграл бронзу на чемпионате Европы. Позднее получил травму. В 1972 году, находясь на чемпионате Европы в Копенгагене, попросил политического убежища в ФРГ. Там он стал известным тренером — среди его учеников были Клаудиа Ляйстнер и Руди Церне. Ныне работает тренером в Мангейме.

## Спортивные достижения
| Международные      | Международные | Международные | Международные | Международные | Международные | Международные | Международные | Международные | Международные |
| Event              | 1962–63       | 1963–64       | 1964–65       | 1965–66       | 1966–67       | 1967–68       | 1968–69       | 1969–70       | 1971–72       |
| ------------------ | ------------- | ------------- | ------------- | ------------- | ------------- | ------------- | ------------- | ------------- | ------------- |
| Олимпийские игры   |               |               |               |               |               | 11            |               |               |               |
| Чемпионат мира     |               |               | 18            |               | 11            | 11            | 7             | 3             |               |
| Чемпионат Европы   | 19            |               | 12            |               | 7             | 8             | 4             | 3             |               |
| Пражский игры      |               |               | 2             |               | 4             |               |               |               |               |
| Московские новости |               |               |               |               | 2             |               |               |               |               |
| Кубок Синих Мечей  |               |               |               | 1             | 1             | 1             | 1             | 1             |               |
| Национальные       |               |               |               |               |               |               |               |               |               |
| Чемпионат ГДР      | 2             | 2             | 1             |               | 1             | 1             | 1             | 1             |               |